# 尾叶木犀榄
尾叶木犀榄（学名：Olea caudatilimba）为木犀科木犀榄属下的一个种。